# Уржум Луланков
Уржум Луланков е бивш български футболист, полузащитник. Играл е за Левски (Покрайна) (1968 – 1971), Златия (Вълчедръм) (1971 – 1972), Септемврийска слава (Михайловград) (1972 – 1975) и Кошава (1975 – 1979). Има 75 мача и 17 гола в Б група.

## Статистика по сезони
- Левски (Пкр) – 1968/69 – А ОФГ, 8 мача/1 гол
- Левски (Пкр) – 1969/70 – А ОФГ, 14/3
- Левски (Пкр) – 1970/71 – А ОФГ, 19/6
- Златия (Влч) – 1971/72 – В РФГ, 17/5
- Септемврийска слава – 1972/73 – Б РФГ, 21/4
- Септемврийска слава – 1973/74 – Б РФГ, 26/6
- Септемврийска слава – 1974/75 – Б РФГ, 28/7
- Кошава – 1975/76 – А ОФГ, 20/11
- Кошава – 1976/77 – А ОФГ, 18/7
- Кошава – 1977/78 – А ОФГ, 15/6
- Кошава – 1978/79 – А ОФГ, 12/4